# Seguro de caución
El seguro de caución, o seguro de garantía, es aquel contrato de seguro mediante el cual el asegurador se obliga a indemnizar al asegurado por los perjuicios que sufra en caso de que el tomador del seguro incumpla las obligaciones, legales o contractuales, que mantenga con este.
Según el artículo 68 de la Ley española de Contrato de Seguro 50/1980 del 8 de octubre de 1980, "por el seguro de caución el asegurador se obliga, en caso de incumplimiento por el tomador del seguro de sus obligaciones legales o contractuales, a indemnizar al asegurado a título de resarcimiento o penalidad los daños patrimoniales sufridos, dentro de los límites establecidos en la Ley o en el contrato. Todo pago hecho por el asegurador deberá serle reembolsado por el tomador del seguro".

## Características
El seguro de caución encuentra su razón de ser cuando una de las partes de un contrato exige a la contraparte una garantía que brinde el cumplimiento de las obligaciones que ha contraído. Una forma sencilla de obtener esta garantía es la contratación del seguro que nos ocupa, puesto que si el obligado incumple, la aseguradora se hace cargo de las indemnizaciones que resulten del incumplimiento, dentro de los límites pactados. Se trata de un seguro muy utilizado para la firma de contratos con las Administraciones Públicas.
Pese a tratarse de un seguro similar al seguro de crédito, la diferencia básica entre ambos radica en que, en el caso del seguro de caución, es el deudor el que contrata (y paga) el seguro, figurando su acreedor como beneficiario. Volviendo al ejemplo del sector público, el tomador del contrato sería la empresa contratista, y la Administración Pública contratante sería el asegurado o beneficiario.
La principal ventaja de este tipo de garantía radica en que, a diferencia de otras fórmulas, como la fianza o aval bancario, no implica grandes pérdidas de disposición sobre el activo circulante: basta con pagar la prima del seguro para estar legalmente cubierto a todos los efectos. Ahora bien: de tener el asegurado que ser indemnizado por el asegurador, el tomador tiene la obligación de devolver a este las cantidades que hubiesen sido pagadas.

### Partes intervinientes
A diferencia de los seguros generales en que participan asegurado y asegurador, en los seguros de caución se incorpora un tercer actor:
- Asegurado o Comitente: Es el beneficiario del seguro. (El término comitente no aplica en México, por no ser un contrato de Comisión Mercantil.)
- Asegurador o Compañía: Es la entidad emisora del seguro, que garantiza al asegurado el cumplimiento de la obligación contraída por el proponente.
- Proponente o Tomador: Es el responsable del cumplimiento de la obligación, o sea, el que suscribe el convenio con el asegurador, para que este emita la póliza respectiva.